# 朝いち!!やじうま
『朝いち!!やじうま』（あさいち やじうま）は、テレビ朝日と系列7局で放送されていた朝のニュース･情報番組。

## 概要
2002年4月に『やじうまワイド』（同年7月より『やじうまプラス』）の姉妹番組として始まったが、実際には旧報道局および日本ケーブルテレビジョン（JCTV）が制作しているため、スタッフなどは異なる。本来、この枠は『おはよう!CNN』『CNNデイブレイク』『ラジ朝@モーニング』など、CNN系報道番組の流れを汲む。
放送時間は毎週月 - 金曜日の4:55 - 5:50（JST）だったが、2003年9月29日にテレビ朝日が六本木ヒルズに移転すると共に『ANNニュース』が5:50 - 5:58に枠移動したため、終了時間が6:00となる。
2005年9月12日（11日深夜）には第44回衆議院議員総選挙に伴い、『選挙STATION2005』終了の午前3時から3時間にわたって生放送した。また、ゴルフ中継などで番組が休止になることもあった。
2006年4月3日からの『やじうまプラス』放送時間拡大に伴い、事実上番組が統合される形で終了した。終了後も『やじうまプラス』5時台や、2009年10月以降の土曜版（『地球まるごとTV』『やじうまサタデー』）、後述の元旦生特番は当番組の流れを踏襲している。

## 放送時間
すべてJSTで記す。
- 2002年4月1日 - 2003年9月26日、4:55 - 5:50
- 2003年9月29日 - 2006年3月31日、4:55 - 6:00（5:50 - 5:58は『ANNニュース』を内包）

## キャスター

### メインキャスター
| 期間      | 期間      | 平日男性  | 平日男性   | 平日女性  | 平日女性 | 平日女性   | 平日女性   | 平日女性 |
| 期間      | 期間      | 月 - 水曜 | 木・金曜   | メイン    | メイン   | サブ       | サブ       | サブ     |
| 期間      | 期間      | 月 - 水曜 | 木・金曜   | 月 - 水曜 | 木・金曜 | 月曜       | 火・水曜   | 木・金曜 |
| --------- | --------- | --------- | ---------- | --------- | -------- | ---------- | ---------- | -------- |
| 2002.4.1  | 2002.9.27 | 小松靖    | 小松靖     | 野村真季  | 龍円愛梨 | （不在）   | （不在）   | （不在） |
| 2002.9.30 | 2003.9.26 | 小松靖    | 小松靖     | 佐分千恵  | 龍円愛梨 | （不在）   | （不在）   | （不在） |
| 2003.9.29 | 2004.3.26 | 小松靖    | 小松靖     | 佐分千恵  | 龍円愛梨 | 市川寛子   | 市川寛子   | 大木優紀 |
| 2004.3.29 | 2004.10.1 | 小松靖    | 中丸徹     | 佐分千恵  | 龍円愛梨 | 大木優紀   | 大木優紀   | 前田有紀 |
| 2004.10.4 | 2005.4.1  | 小松靖    | 中丸徹     | 佐分千恵  | 龍円愛梨 | 上宮菜々子 | 大木優紀   | 前田有紀 |
| 2005.4.4  | 2005.7.1  | 小松靖    | 中丸徹     | 佐分千恵  | 龍円愛梨 | 上宮菜々子 | 上宮菜々子 | 前田有紀 |
| 2005.7.4  | 2006.3.31 | 小松靖    | 佐々木亮太 | 佐分千恵  | 龍円愛梨 | 上宮菜々子 | 上宮菜々子 | 前田有紀 |

若手のテレビ朝日アナウンサーを起用。2003年10月以降に内包された5:50の『ANNニュース』のキャスターは佐分・龍円以外の2人がそのまま務める。佐分・龍円は『ANNニュース』前の「芸能追っかけ情報」まで担当。
当番組終了後、小松・上宮・前田・大木は、やじうまプラスのメインキャスターとして復帰している。

### 天気予報
番組終了時の担当者。
- 梅田陽子（月 - 水曜）
- 石崎佳代子（木・金曜）

## 放送内容
- 4:55 - オープニング、トップニュース
- 4:56 - 全国のお天気
  - BGMはバーニー・ウィリアムスの「La Salsa en Mí」
- 4:59 - ニュース
- 5:03 - 朝刊チェック
  - BGMはキャンディ・ダルファーの「pick up the pieces」
- 5:08 - 朝いち!!スポーツ1スポ
- 5:18 - 全国・関東のお天気（金曜は週末の天気）
- 5:22 - 朝いち!!せかい通信（木曜はニューヨーク発せかい通信）

木曜のタイトルBGMは本田雅人の「JOY」
- 5:28 - ニュース
- 5:40 - ニュースフラッシュ
- 5:42 - 全国のお天気
- 5:44 - 5:48:45 - 芸能追っかけ情報
- 5:50 - 5:57:55 - ANNニュース（全国ネット）
  - 本番組の放送で使われている「アタック音」を全国枠のこの時間帯でも使用している。
- 5:59 - 占い（一部地域のみ）
- お天気のコーナーでは、ネット局に配慮して各地域の予報を流している時間帯もある。時間別予報や週間予報では、本番組が放送されていない北海道地方や近畿地方の分が省略されている。
- 関東地方では、ステブレレスで『やじうまプラス』に接続する。
- CM前のジングルはエルヴィス・コステロの「Oliver's Army」のイントロ部分が使用されていた。(少なくとも2004年4月以降)

## 朝いち!探検隊
若手アナウンサー育成の傾向のあるこの番組ならではのチャレンジ企画。2002年から一年間、当時の入社1年目から5年目までの若手アナウンサーが、一人でカメラを持ち街に出て、話題の現場などをロングリポートするコーナー。毎週一回9人の若手アナウンサーの中からランダムに登場した。
- 探検隊1号 - 小松靖(98)
- 探検隊2号 - 村上祐子(01)
- 探検隊3号 - 龍円愛梨(99)
- 探検隊4号 - 河野明子(01)
- 探検隊5号 - 野村真季(98)
- 探検隊6号 - 佐分千恵(00)
- 探検隊7号 - 武内絵美(99)
- 探検隊8号 - 松尾由美子(02)
- 探検隊9号 - 石井希和(00)

## ネット局
- 東日本放送（2004年10月 - ）
- 静岡朝日テレビ（2005年4月 - ）
- 名古屋テレビ（2003年4月 - ）
- 広島ホームテレビ（2004年4月 - ）
- 山口朝日放送（2002年4月 - 。この前番組に当たる『ラジ朝@モーニング（途中）→N天トップ!』からネット）
- 愛媛朝日テレビ（2005年10月 - ）
- 九州朝日放送（2003年4月 - ）

なお、以下の局が一時的にネットした。
- BS朝日（2003年9月26日）
- 北海道テレビ（2004年11月29日、4:55 - 5:30）
- 秋田朝日放送（2003年末）
- 新潟テレビ21（新潟県中越地震に関連して2004年10月25日から同年11月12日の間放送）
- 『朝いち!!台風情報』としてBS朝日と東日本放送がネットした（2005年8月26日、3:40 - 4:55）。

また、『朝いち!!開票速報2005』をネットした局は以下のとおり（2005年9月12日、3:00 - 4:55）。
- 北海道テレビ
- 岩手朝日テレビ
- 新潟テレビ21
- 名古屋テレビ
- 広島ホームテレビ
- 愛媛朝日テレビ
- 九州朝日放送
- 琉球朝日放送

## 元旦特番
- 2005年からは元旦に『新春朝いちニュース生放送』（放送時間は6:30 - 7:30）として当番組をネットしない系列局（姉妹番組である『やじうまプラス』をまったくネットしないABCも）含めたANNフルネット24局で放送。
- 2006年は『おめでとう!2006初日の出生中継』（放送時間は5:55 - 7:30）として放送された。
- 番組が終了した2007年から2011年まで放送されていた。
  - 2008年はメイン司会に寺崎貴司とタレントの安めぐみが務め、サブ進行（『ANNニュース』など）を古澤琢など、天気予報は『やじうまプラス』の甲斐まり恵が務めた。放送時間も5:55 - 8:00と30分拡大され、『やじうまプラス』の後半パートと変わらない時間帯となった。
  - 2009年は『初日の出ニッポン2009』と題し、古澤琢がメイン進行した。放送時間も5:55 - 8:00まであり、09年も『やじうまプラス』の後半パートと変わらない時間帯となった。
  - 2010年・2011年は『完全中継!年越し列島 感動新年ニッポン百景』と題して放送。2010年の放送時間は5:55 - 8:00までで、08年、09年と同じ放送枠。2011年の放送時間は5:55 - 7:55までで、10年に比べて放送枠が5分短縮された。
  - 2012年元日は週末の番組「城島茂の週末ナビ ココイコ!」ベースの特番『ココイコ!プレゼンツ 新春初日の出スペシャル』のため放送はない。
  - 2013年元日は『ナニコレ珍百景』元日スペシャルとなるため、事実上2012年をもってテレビ朝日系の元日生特番は一旦終息したが、2015年に『開運!羽鳥慎一のお騒がせ新年会』が放送され元日生特番が復活。2016年も同番組が放送され、2017年以降は『羽鳥慎一 モーニングショー新春特大スペシャル』が放送されている。